# Robert Watt
Pour les articles homonymes, voir Watt (homonymie).
Robert « Bob » McDonald Watt (né le 24 juin 1927 à Innisfail (Alberta), mort le 11 mai 2010 à Red Deer) est un joueur canadien de hockey sur glace.

## Carrière
Robert Watt est le fils d'A.M. Watt, directeur d'une banque canadienne de commerce à Vermilion (Alberta).
Les Mercurys d'Edmonton, qui comprennent déjà Watt, remportent le championnat de la Western Intermediate League et sont sélectionnés pour représenter le Canada au Championnat du monde 1950 à Londres, où les Mercurys remportent la médaille d'or, remportant les sept matchs qu'ils disputent dans le tournoi et devançant leurs adversaires par une marge de 88 à 5,,.
En juillet 1951, le président de l'Association canadienne de hockey amateur, Doug Grimston, annonça que les Mercurys représenteront le Canada au hockey sur glace aux Jeux olympiques de 1952 à Oslo. L'équipe parcourt l'Europe pendant trois mois, jouant une cinquantaine de matchs et remportant la première Coupe Ahearne. Le Canada devient champion olympique. Lors du tournoi, Watt dispute huit matchs et marque trois buts.
Robert Watt est sélectionné en tant que capitaine dans la deuxième équipe de la Western Collegiate Hockey Association pendant la saison 1957-1958 et dans l'équipe américaine de l'American Hockey Coaches Association pendant la saison 1958–1959.
Après sa carrière de joueur, il devient constructeur de maisons.
En tant que membre de l'équipe olympique, Robert Watt est intronisé au Panthéon et Musée des sports de l'Alberta en 1968 et au Temple de la renommée olympique du Canada en 2002.